# Filip Flisar
Filip Flisar, (né le 28 septembre 1987 à Maribor), est un skieur acrobatique slovène spécialiste du skicross.

## Carrière
Il a débuté en Coupe du monde en mars 2008 à Grindelwald. Lors de la saison 2011-2012, il gagne ses premières courses et devient numéro un mondial dans sa discipline. Il devient champion du monde en 2015.

## Palmarès

### Jeux olympiques d'hiver
| Épreuve / Édition | Vancouver 2010 | Sotchi 2014 |
| Skicross          | 8e             | 6e          |

### Championnats du monde
| Édition/Discipline             | skicross |
| Mondiaux 2011 à Deer Valley    | 11e      |
| Mondiaux 2013 à Voss-Myrkdalen | 5e       |
| Mondiaux 2015 à Kreischberg    | 1er      |

### Coupe du monde
- Meilleur classement général : 5e en 2012.
- 1 petit globe de cristal :
  - Vainqueur du classement skicross en 2012.
- 16 podiums dont 7 victoires.

#### Détails des victoires
| Édition / Épreuve | Skicross                                 |
| 2012              | L'Alpe d'Huez Bischofswiesen Grindelwald |
| 2013              | Telluride                                |

#### Différents classements en Coupe du monde
| Année/Classement | Année/Classement | Général | Général | Skicross | Skicross | Half-pipe | Half-pipe |
| ---------------- | ---------------- | ------- | ------- | -------- | -------- | --------- | --------- |
| Année/Classement | Année/Classement | Class.  | Points  | Class.   | Points   | Class.    | Points    |
| 2009             | 2009             | 167e    | 2       | 50e      | 9        | 45e       | 3         |
| 2010             | 2010             | 107e    | 4       | 37e      | 49       | -         | -         |
| 2011             | 2011             | 45e     | 19      | 13e      | 213      | -         | -         |
| 2012             | 2012             | 5e      | 48      | 1e       | 482      | -         | -         |
| 2013             | 2013             | 24e     | 33      | 6e       | 328      | -         | -         |
| 2014             | 2014             | 201e    | 3       | 45e      | 35       | -         | -         |